# Faccia da bastardo
Faccia da bastardo  (One Tough Bastard) è un film statunitense del 1995 diretto da Kurt Wimmer.

## Trama
L'agente dell'FBI Karl Savak decide di rubare un prototipo di arma, per poi rivenderla. Ma, i familiari dell'ex militare John North li scopre e uno degli uomini di Savak non esita ad ucciderli. Così, North, ripresosi dallo shock comincia ad fare un'indagine privata per scovare e uccidere il colpevole per vendetta.